# Sansedoni
Sansedoni è una nobile famiglia senese di origini francesi e Bonatacca ne fu il capostipite.

## Storia
La famiglia si divise in più rami e diverse volte, tornata poi ad essere ridotta in un solo ramo, con un'unica discendenza. La divisione ultima e più recente verso il 1490, tra i figli di Tofo di Francesco, cioè Pietro e Bartolomeo, la di cui discendenza si estinse colla morte di Jacomo Romulo di Volunnio dottore di medicina, morto nel 1655, dal quale fu lasciato suo erede lo Spedale Grande di Santa Maria della Scala.
Le prime notizie della famiglia risalgono a Sansedonio di Martino, console a Siena nel 1174 e ancora nel 1197. Consoli dei mercanti furono Anconetano di Sansedonio nel 1211 e nel 1215 e Gilberto di Sansedonio nel 1219.
Ottavio di Giovanni Sansedoni unì al suo cognome quello dei Pinocci, come disposto da Niccolò di Ottavio Pinocci, arciprete della Metropolitana di Siena e suo zio materno, che nel 1692 lo lasciò erede delle sue sostanze con l'onere di assumere il proprio cognome e il proprio "Monte", che era quello del Popolo. I figli di Ottavio, Giovanni e Alessandro, riassunsero il loro antico "Monte" del Gentiluomo nel 1731. Camilla Sansedoni sposò il conte palatino Alessandro Lucarini, Patrizio Senese, da cui nacquero Claudia (moglie di Niccolò Piccolomini) e Alcibiade (nato il 28 maggio 1561) che fu eccellentissimo Giureconsulto, Rettore dell’Università a Siena e a Salerno, Pubblico Lettore che dette alle stampe numerose opere.
Il matrimonio di Teresa Isabella di Ambrogio Sansedoni con Arcangelo Raffaello Pucci nel 1826 fece assumere ai discendenti della casata senese anche il cognome del nobile livornese. Elena Pucci Sansedoni, discendente della famiglia ormai estinta, sposò alla fine del XIX secolo il marchese Giuseppe De Grolée Virville. Esiste, inoltre, il ramo di Giuseppa Silvia di Ambrogio Sansedoni (n.1817), sorella di Teresa Isabella,
convenuta a nozze con il nobile Domenico Fiori di Fermo. Il figlio Giovanni Fiori (n. 4 Febbraio 1839 a Siena) sposò la Contessa Giulia Bulgarini di Fermo.
Il cognome Sansedoni, ad oggi, risulta presente in alcuni discendenti di questo ramo.

## Sansedoni Buracchi
Questa ramificazione nasce dal matrimonio di Alberto Buracchi, illustre condottiero, uomo d'armi e politico senese, figlio del conte Ubaldino Buracchi, e la viscontessa Maria Pannilini, avvenuto nel 1539. Questo matrimonio ha dato vita a dei personaggi estremamente illustri tra capitani di ventura, politici e uomini di chiesa. 

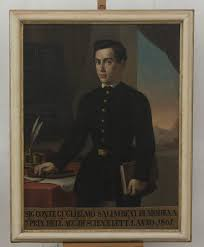
Cavalier Giuseppe Buracchi Sansedoni

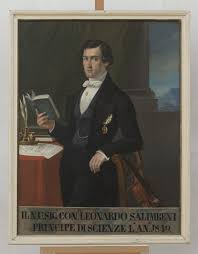
Cavalier Sebastiano Buracchi Sansedoni

Gli uomini d'arme di questa linea si sono espressi specialmente nel XVII secolo, quando il potere e la stabilità del Granducato, non si erano ancora consolidati. Tre figli del conte Eugenio Leopoldo: Pietro, Carlo e Tommaso furono condottieri dotati di grande carisma tra la popolazione. Dotati di cospicui mezzi, ebbero con le loro milizie, un ruolo di primaria importanza nei territori della Toscana meridionale, tanto da essere temuti per le loro iniziative personali, sempre in linea con le direttive delle autorità centrali come il Granduca di Toscana
- Pietro (1620 ca.-1683 †). Detto il Grande, dopo alcune iniziative non gradite, fu bandito da Siena. Effettuò numerose scorrerie, pretendendo consistenti riscatti per la liberazione dei territori occupati. Questa sua attività gli fruttò 60.000 fiorini, che la Repubblica fu costretta a pagargli, e grazie a questi riscatti divenne uno degli uomini più ricchi di Siena
- Carlo Emanuele (1617 ca. -1684 † ). Nel 1638 ricevette il titolo di marchese grazie al matrimonio con la contessa Luisa Maria Chigi Zondadari, figlia del principe Augusto Chigi Zondadari, inoltre ricevette da parte del suocero 457 ettari di terreni e un palazzo di ben 52 stanze. Nel 1646 ebbe l'onore di essere nominato consigliere privato del Granduca Ferdinando II. Dopo la sua morte divenne capostipite della dinastia Buracchi Sansedoni

- Tommaso (1614 ca. - 1666 † ). Egli può essere ricordato per la propria carriera culturale, infatti a soli 26 anni si laureo in archeologia e più tardi in scienze alchimistiche; ebbe una carriera lavorativamente e culturalmente attiva e riuscì ad ottenere la cattedra all'Università di Firenze come professore in alchimia.

Inoltre la famiglia ricevette anche un grande successo intorno il XVIII e XIX secolo, grazie all'aggiunta di innumereveli titoli nobiliari ma anche a causa della presenza di innumerevoli personaggi di grande carisma sia politico che culturale come il Cardina Alberto Scipione Buracchi Sansedoni, cardinale vissuto intorno alla meta del settecento e nipote di Carlo Emanuele, inoltre, nell'Ottocento la famiglia ricevette il titolo di Cavalieri dell'Ordine di Santo Stefano grazie all'eroismo di due grandi fratelli Giuseppe e Sebastiano Buracchi Sansedoni

## Altri esponenti illustri
- Ambrogio Sansedoni (1220-1286), frate domenicano e beato;[5][4]
- Alessandro Sansedoni (XVI secolo), ambasciatore nel 1550 presso Cosimo I de' Medici;[4]
- Giulio Sansedoni (1551-1625), vescovo di Grosseto.
- Alberto Scipione Buracchi Sansedoni (1698-1762) cardinale
- Giuseppe Buracchi Sansedoni (1724-1791) politico e generale dell'esercito Granducale

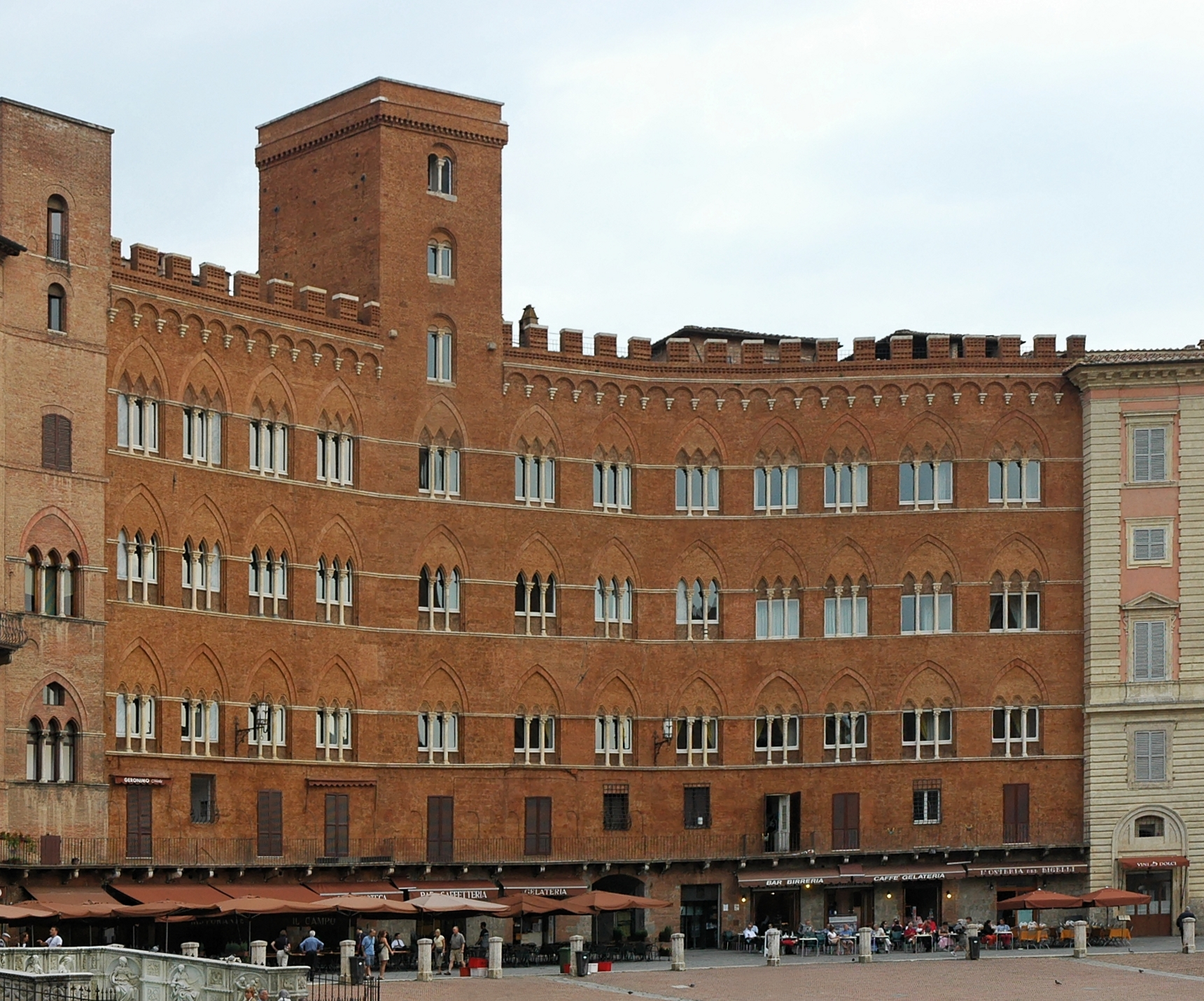
Siena, Palazzo Sansedoni

- Alessandro Sansedoni, gonfaloniere di Siena nel 1815.

## Palazzi di famiglia
- Palazzo Sansedoni a Siena. Edificio storico del XIII secolo, situato in piazza del Campo. Oggi ospita la Fondazione Banca Monte dei Paschi.
- Torre di Roccabruna a Siena.
- Villa di Monaciano a Castelnuovo Berardenga.
- Villa Sansedoni Parigini a Basciano (Monteriggioni).[6]
- Castello di San Gimignanello.[7]
- Palazzo Buracchi Sansedoni XVI secolo

## Arma
Partito: nel 1° d'oro, all'aquila di nero uscente dalla partizione e coronata del campo; nel 2° d'argento, a tre fasce d'azzurro.

## Archivio
L'archivio Sansedoni è stato acquistato dal Monte dei Paschi di Siena, insieme al palazzo omonimo, nel 1973 ed inserito nel "Fondo estranei e aggregati" dell'archivio storico della banca.